# La Coka Nostra
La Coka Nostra (сокращенно LCN) — американская хип-хоп-супергруппа, состоящая из четырёх участников: DJ Lethal, Danny Boy, Ill Bill и Slaine.

## История
Первоначально La Coka Nostra создавалась не для записи альбомов: в конце 2004 года музыканты просто объединились вокруг Danny Boy, одного из фронтменов пребывавшего в это время в очередном кризисе ирландско-американского House of Pain (откуда в «Коку» пришли также Everlast и DJ Lethal) . Решение о записи первого альбома было принято лишь в начале 2006 года.
В конце 2008 года супергруппа подписала контракт с Suburban Noize Records и 14 июля 2009 выпустила дебютный альбом A Brand You Can Trust. Альбом так долго не могли дописать из-за отказа Danny Boy работать с членами группы по электронной почте; вместо этого он предполагал собрать всех в студии. Произошло это также из-за записи сольных альбомов Ill Bill и Everlast, а также различных гастрольных туров.
A Brand You Can Trust — это 15 треков и совместные записи с Snoop Dogg, Bun B, Sick Jacken, B-Real, Sen Dog, Immortal Technique, Big Left и Q-Unique. В текстах затронуты темы политики, смерти, наркомании, воспитания детей и терроризма.
В конце 2011 года, с отменой выпуска If I Tell You I Have To Kill You EP La Coka Nostra объявила о том, что планирует выпустить свой второй альбом Masters of Dark Arts на лейбле Fat Beats.
Как было заявлено, новая пластинка должна была отличаться от A Brand You Can Trust .

«Новый альбом немного отличается от A Brand You Can Trust. Я думаю, что в данном случае продакшн получится менее изысканный, более сырой. ... У него недружественные вибрации. У нас будут мрачные, грязные биты на альбоме, что повлияет на наши тексты и песни в целом.»— Ill Bill
Также вместе с новостью о выходе нового альбома было объявлено, что группу покинул лидер La Coka Nostra и экс-лидер House of Pain Everlast (официально об этом сообщили чуть позже, в марте 2012 года). Уход был обусловлен тем, что у дочери Эверласта обнаружили тяжёлое заболевание — кистозным фиброзом, и из-за этого музыкант оказался не в состоянии уделять достаточное время группе.

«В связи с обязательствами перед собственным лейблом и учитывая тот факт, что моя дочь больна муковисцидозом, мне тяжело участвовать в других проектах. Поэтому я принял решение, после длительных споров и обсуждений с ребятами из группы, которые ждали когда я буду готов посвятить себя ей полностью, это не честно по отношению к группе, поэтому я решил покинуть проект, пока не смогу полностью посвятить себя ему.»— Everlast
Трек-лист нового альбома стал известен 4 мая. 31 июля 2012 года новый альбом был выпущен на Fat Beats. Пластинка получилась более мрачной и андэграундной, чем A Brand You Can Trust; альбом вызывал аллюзии с творчеством таких андэграундных гигантов, как Jedi Mind Tricks, Army of the Pharaohs, Heavy Metal Kings. В числе продюсеров нового альбома значатся Statik Selektah, DJ Premier, Beat Butcha, DJ Lethal, Scott Stallone, DJ Eclipse, Ill Bill и Sicknature, а гостевое участие приняли Vinnie Paz, Sean Price, Thirstin Howl III, Sick Jacken и Big Left. Everlast, как и предполагалось ранее, участия в записи альбома не принял.

## Дискография

### Альбомы и ЕР
- 2009 — 100 % Pure Coka EP
- 2009 — A Brand You Can Trust
- 2011 — If I Tell You I Have To Kill You (был только анонсирован)
- 2012 — Masters of the Dark Arts
- 2016 — To Thine Own Self Be True

### Микстейпы
- 2007 — La Coka Nostra Radio Vol. 1
- 2009 — The Audacity of Coke
- 2009 — The Height of Power
- 2012 — The Maple Leaf Massacre

### Неофициальные релизы
- 2006 — The LCN LP
- 2007 — The LCN Familia
- 2009 — Brand Name Dope EP
- 2009 — The LCN Familia Volume 2

## Состав группы
- Ill Bill (экс-Non Phixion)
- Slaine (Special Teamz)
- DJ Lethal (House of Pain, Limp Bizkit)
- Danny Boy O’Connor (House of Pain)
- Everlast (House of Pain)